# Штейн, Исаак Вульфович
Исаак Вульфович Штейн (1904 — 1936) — деятель органов государственной безопасности, майор государственной безопасности.

## Биография
Родился в еврейской семье, отец был рабочим-печатником. Работал в Иваново-Вознесенске в комсомольских органах и в печати. С 1919 на руководящей работе в Туркестане, секретарь краевого комитета (КСМ), редактор журнала «Юный коммунист», корреспондент РОСТА, секретарь краевой ЧК по посевной кампании. Член РКП(б) с 1920. С 1925 уполномоченный, в 1929—1931 начальник секретного отдела, секретно-политического отдела (СО-СПО) и заместитель полномочного представителя ОГПУ по Ивановской Промышленной области (ИПО). Также с середины 1920-х учился в Институте народного хозяйства в Москве. С 1928 являлся пропагандистом партийного комитета текстильной фабрики в Иваново. С 1931 начальник СПО ПП ОГПУ по Северному краю. Затем до 1934 начальник СПО ПП ОГПУ по Казахстанской ССР. С 5 октября 1934 являлся начальником 1-го отделения и помощником начальника СПО ГУГБ НКВД, которым на тот момент являлся Г. А. Молчанов. 28 октября 1936 застрелился в служебном кабинете.
Урна с прахом Исаака Штейна захоронена в закрытом колумбарии 7-8 нового Донского кладбища в Москве.

### Звания
- майор государственной безопасности (5 декабря 1935).[3]

### Награды
- знак «Почётный сотрудник ВЧГ-ГПУ» № 633 (1930).